# Boki Diriba
Boki Diriba (amharisch ቦኪ ድሪባ; * 28. Februar 2004) ist ein äthiopischer Leichtathlet, der sich auf den Langstreckenlauf spezialisiert hat.

## Sportliche Laufbahn
Erste internationale Erfahrungen sammelte Boki Diriba bei den Crosslauf-Weltmeisterschaften 2023 in Bathurst, bei denen er nach 24:31 min die Bronzemedaille im U20-Rennen gewann und sich in der Teamwertung die Silbermedaille sicherte. Im Jahr darauf wurde er bei den Crosslauf-Weltmeisterschaften in Belgrad nach 28:38 min Zehnter im Einzelbewerb und sicherte sich in der Teamwertung die Bronzemedaille hinter den Teams aus Kenia und Uganda.

## Persönliche Bestzeiten
- 10.000 Meter: 27:30,46 min, 23. Juni 2023 in Nerja
- 10-km-Straßenlauf: 28:25 min, 23. Januar 2022 in Addis Abeba
- Halbmarathon: 1:00:10 h, 24. Februar 2024 in Ra’s al-Chaima